# 贝勒贝伊宫

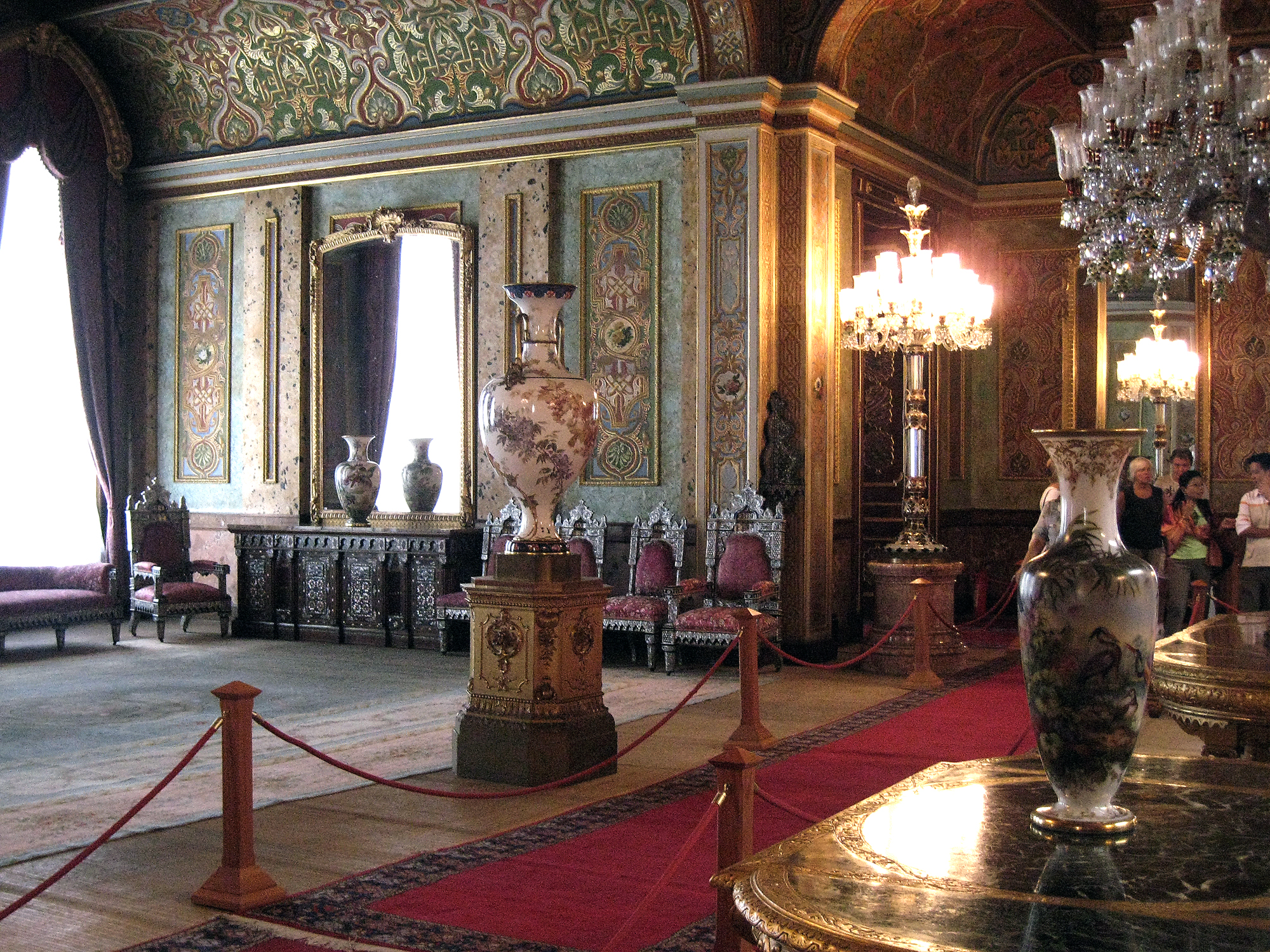
贝勒贝伊宫内部

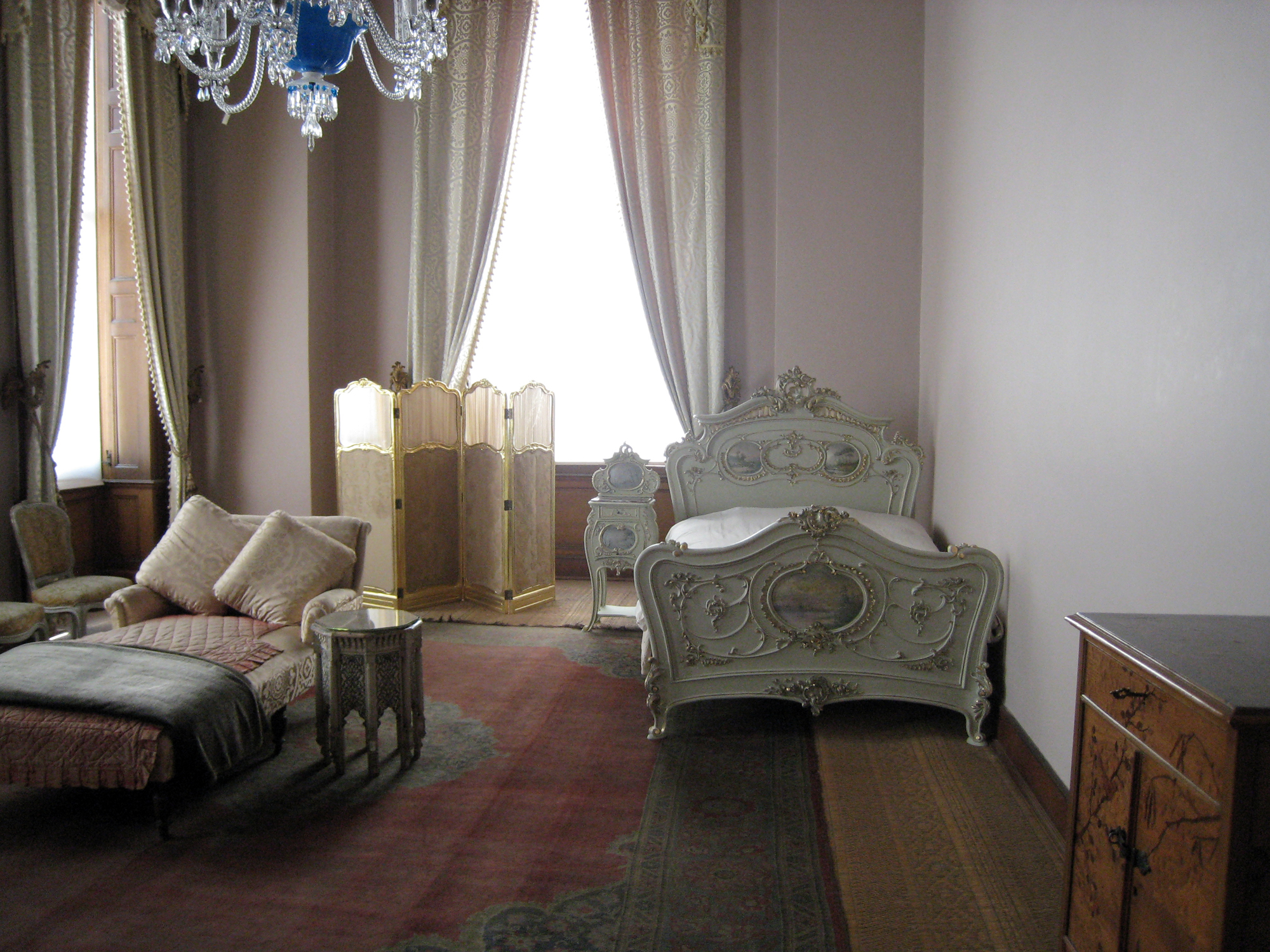
苏丹的卧室

贝勒贝伊宫（土耳其语: Beylerbeyi Sarayı）是奥斯曼帝国的一处夏宫，兴建于1860年代。它位于土耳其伊斯坦布尔的贝勒贝伊街区，博斯普鲁斯海峡的亚洲一侧，目前紧邻1973年修建的博斯普鲁斯大桥。其名称来源于帝国时期的一种衔位（高于贝伊，低于帕夏的军衔）。

## 历史
贝勒贝伊宫由苏丹阿卜杜勒-阿齊茲一世下令兴建于1861年到1865年，作为一处夏宫以及招待来访的外国元首的宫殿。1869年，法国的欧仁妮皇后在前往苏伊士运河途中，参观了 贝勒贝伊宫。温莎公爵和公爵夫人也曾访问贝勒贝伊宫。

## 描述
贝勒贝伊宫由Sarkis Balyan设计，第二帝国风格。 